# Colias
Colias är ett släkte av fjärilar som beskrevs av Fabricius 1807. Colias ingår i familjen vitfjärilar.

## Dottertaxa tillColias, i alfabetisk ordning[1][2]
- Colias adelaidae
- Colias aegidii
- Colias alexandra
- Colias alfacariensis
- Colias alpherakii
- Colias alta
- Colias aquilonaris
- Colias arida
- Colias aurorina
- Colias baeckeri
- Colias behrii
- Colias berylla
- Colias boothi
- Colias canadensis
- Colias caucasica
- Colias chippewa
- Colias chlorocoma
- Colias christina
- Colias christophi
- Colias chrysotheme
- Colias cocandica
- Colias croceus
- Colias dimera
- Colias diva
- Colias dubia
- Colias electo
- Colias eogene
- Colias erate
- Colias erschoffi
- Colias eurytheme
- Colias euxanthe
- Colias felderi
- Colias fieldii
- Colias flaveola
- Colias gigantea
- Colias grumi
- Colias harfordii
- Colias hecla
- Colias heos
- Colias hyale
- Colias hyperborea
- Colias interior
- Colias johanseni
- Colias krauthii
- Colias lada
- Colias ladakensis
- Colias leechi
- Colias lesbia
- Colias marcopolo
- Colias meadii
- Colias montium
- Colias mossi
- Colias myrmidone
- Colias nastes
- Colias nebulosa
- Colias nina
- Colias occidentalis
- Colias palaeno
- Colias pelidne
- Colias phicomone
- Colias philodice
- Colias ponteni
- Colias pseudochristina
- Colias regia
- Colias sagartia
- Colias scudderi
- Colias shahfuladi
- Colias sieversi
- Colias sifanica
- Colias staudingeri
- Colias stoliczkana
- Colias tamerlana
- Colias thisoa
- Colias thrasibulus
- Colias thula
- Colias tibetana
- Colias tyche
- Colias vauthierii
- Colias weberbaueri
- Colias werdandi
- Colias verhulsti
- Colias viluiensis
- Colias wiskotti

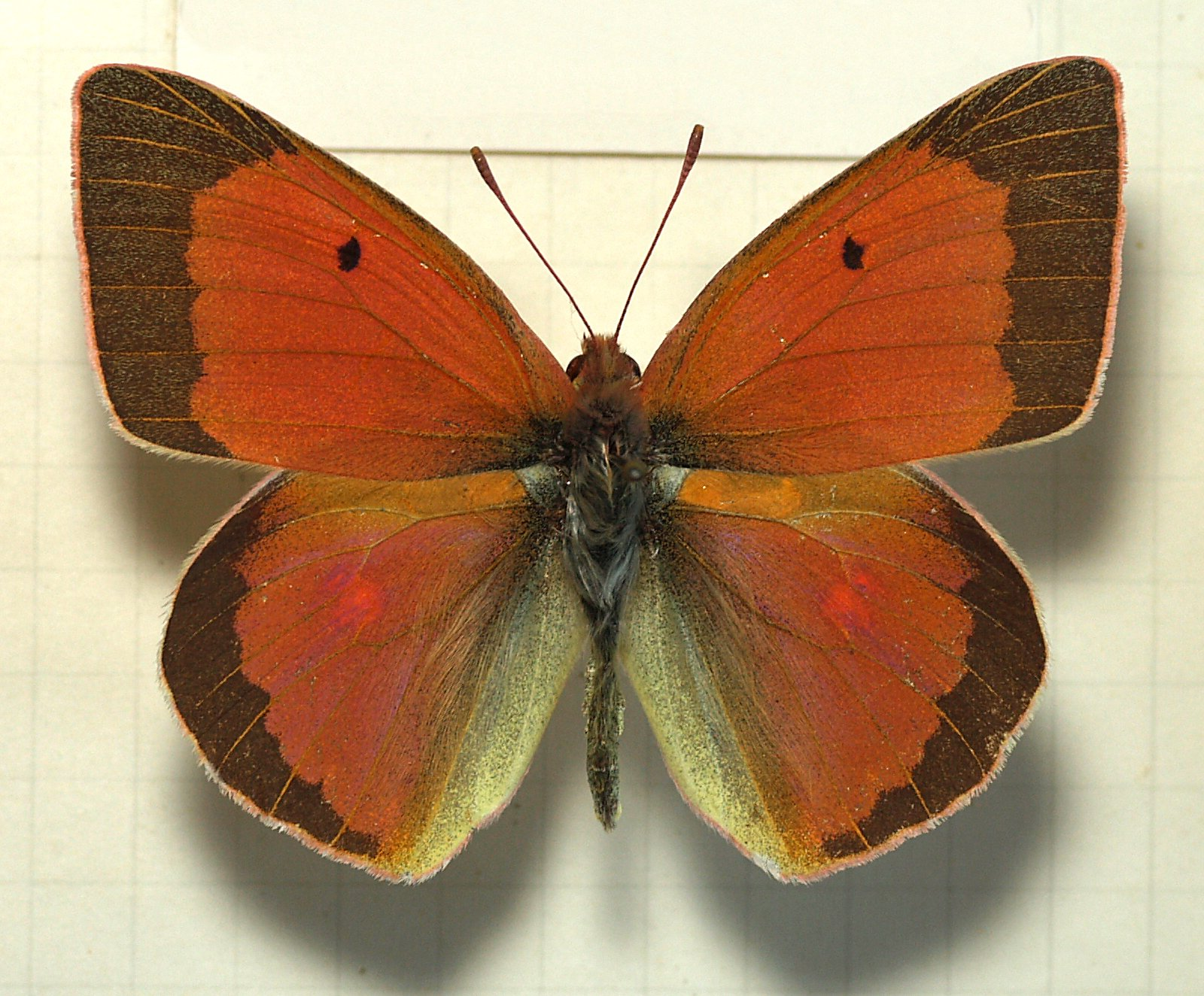
Colias aurorina heldreichi, ♂
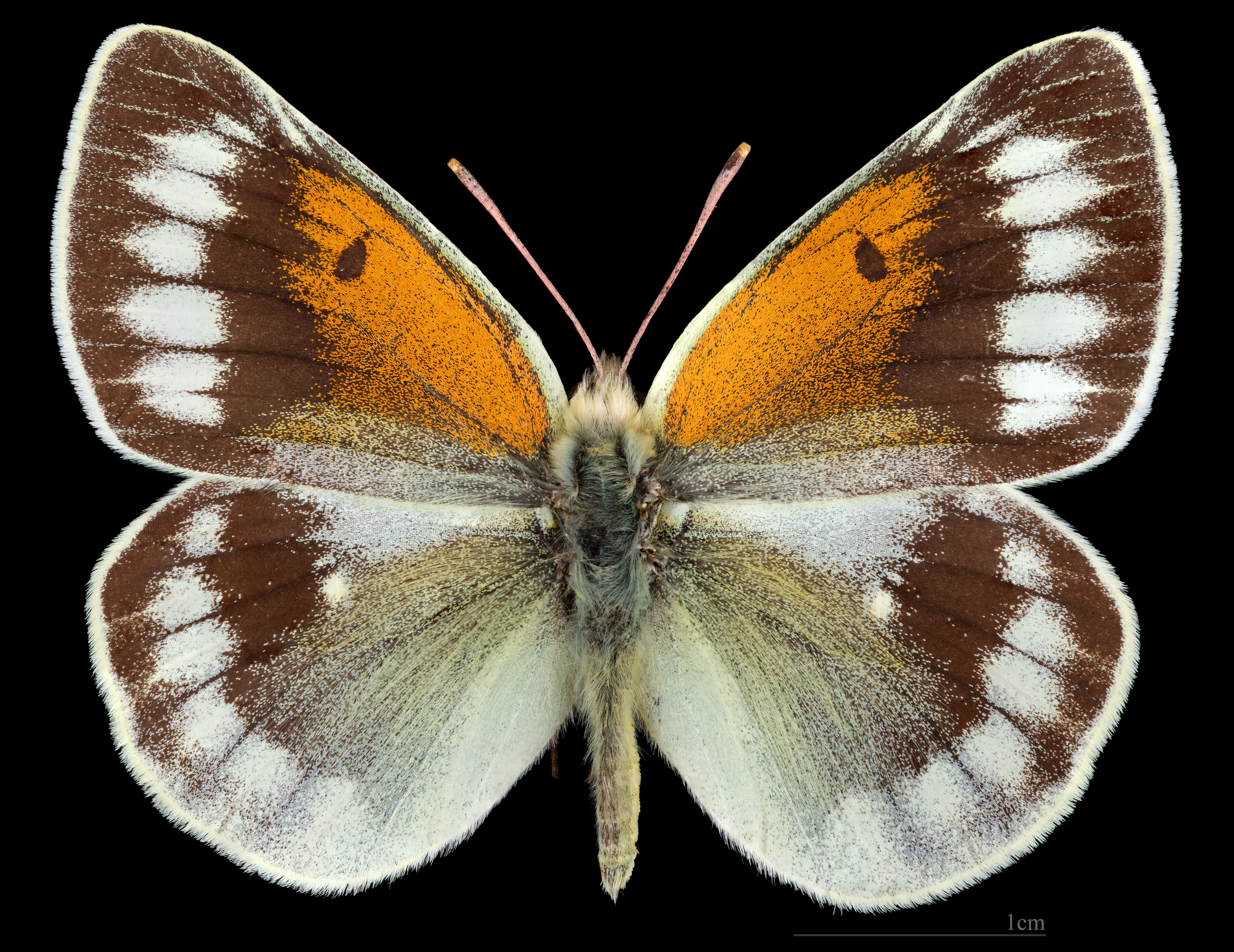
Colias christophi, ♂
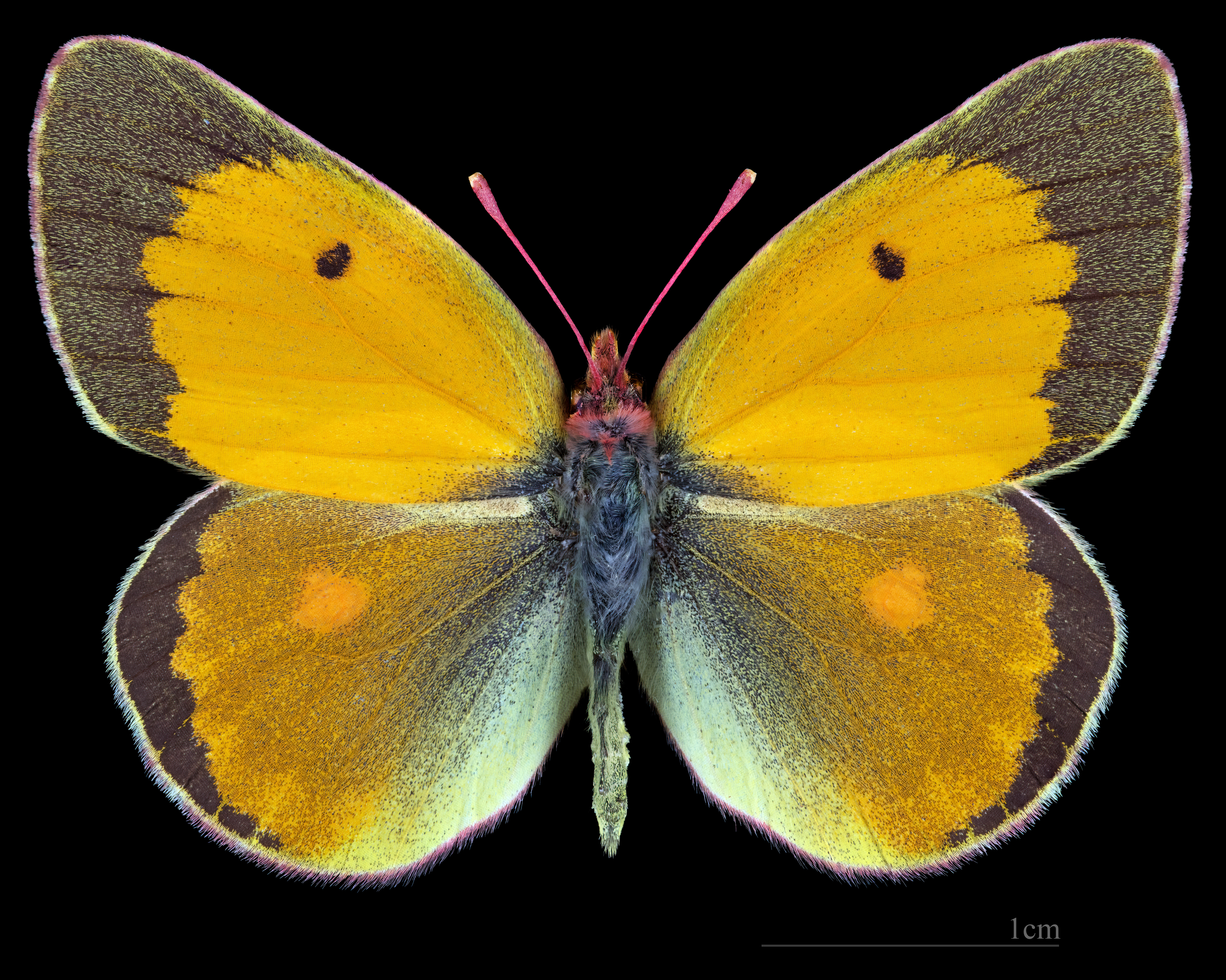
Colias myrmidone, ♂
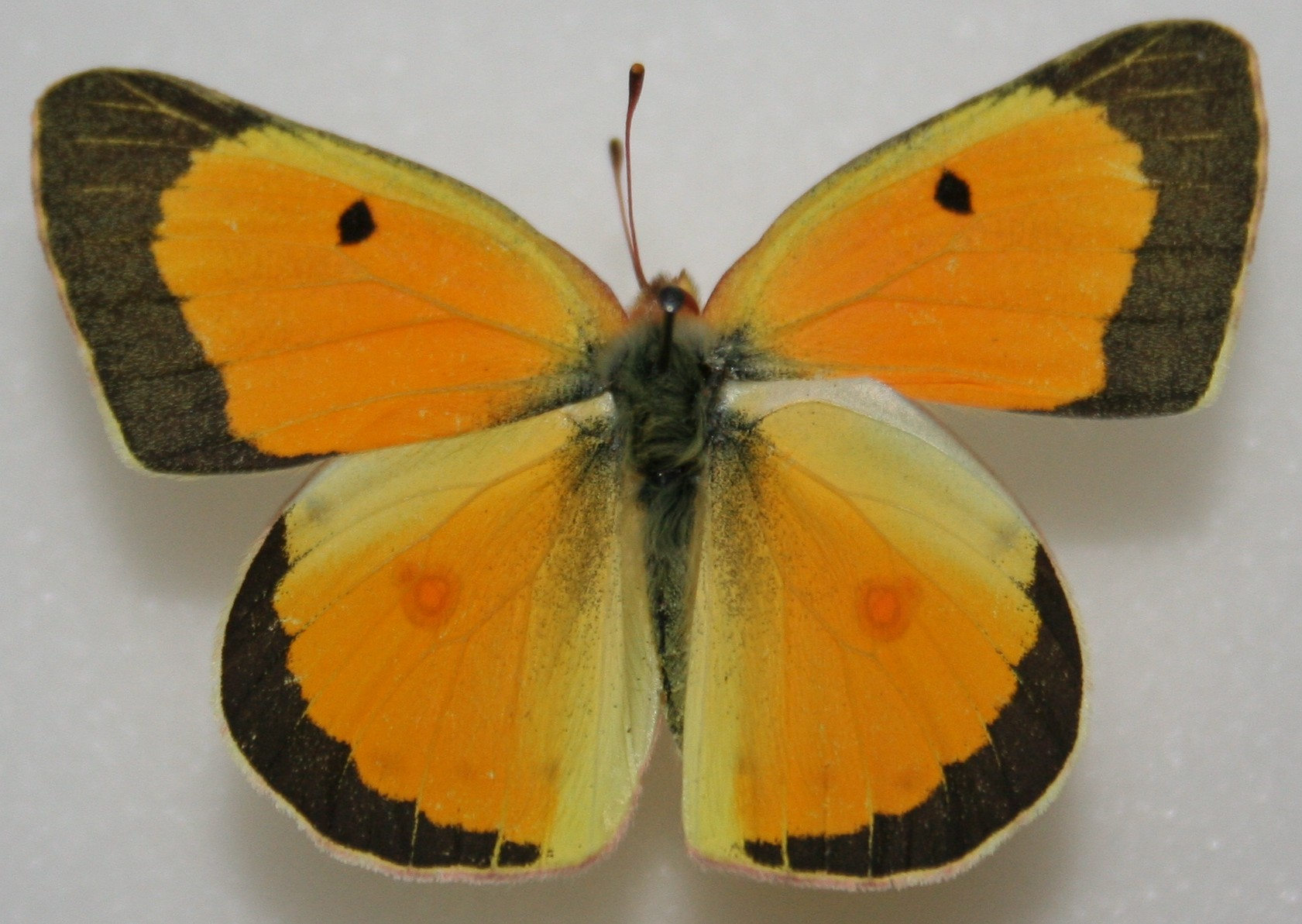
Colias eurytheme, ♂
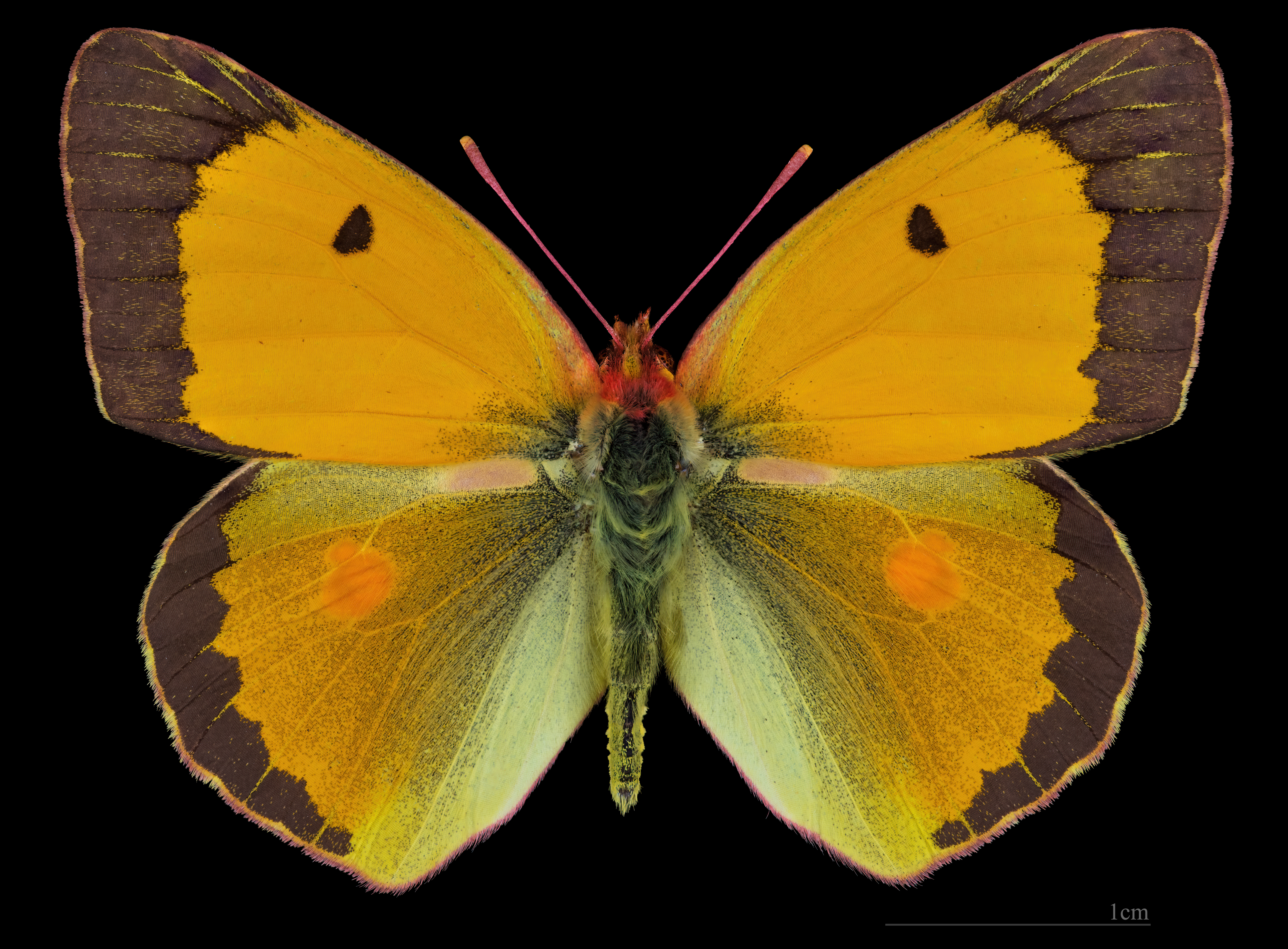
Colias croceus, ♂
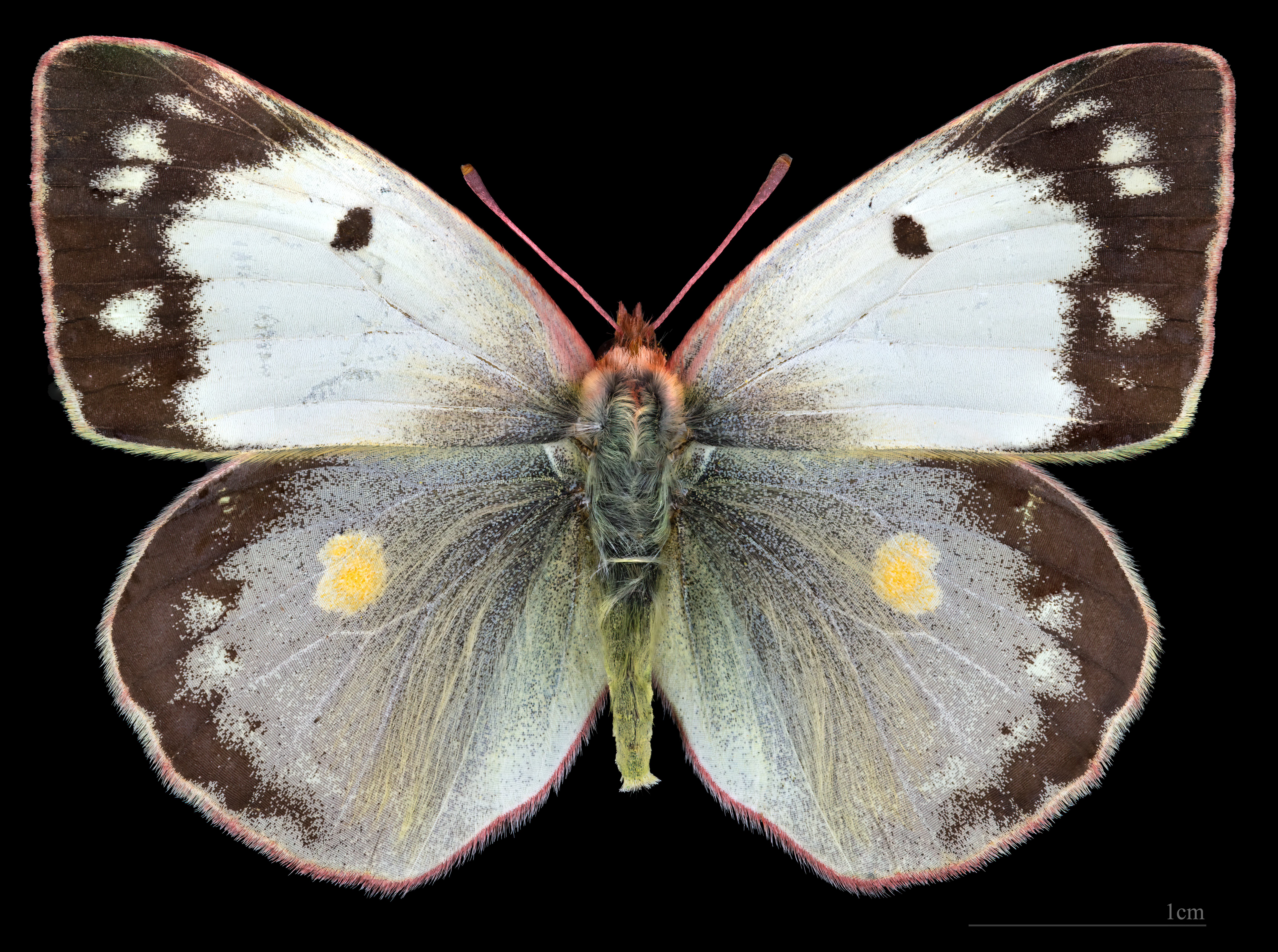
Colias croceus,  ♂ f.helice
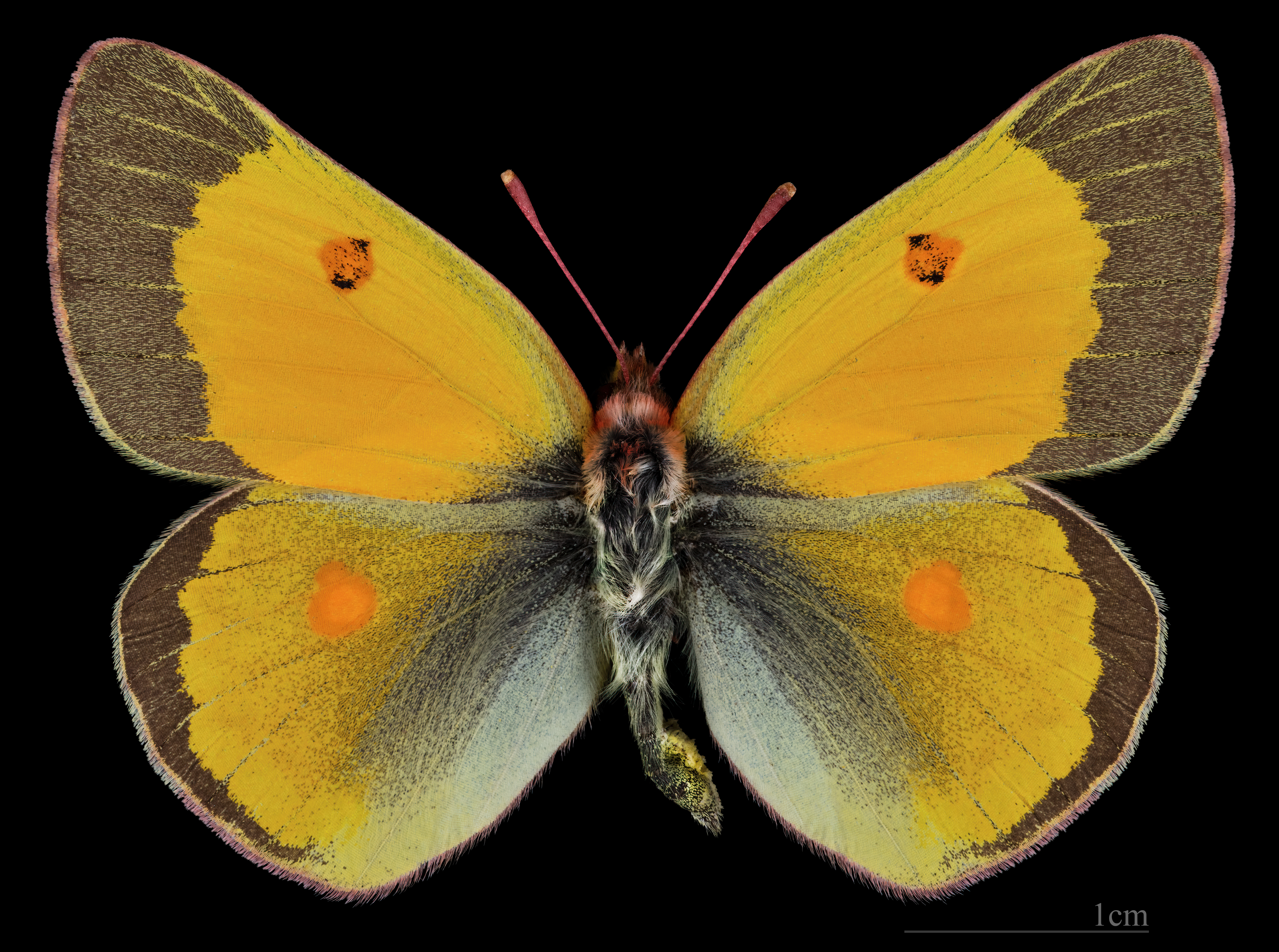
Colias chrysotheme ♂
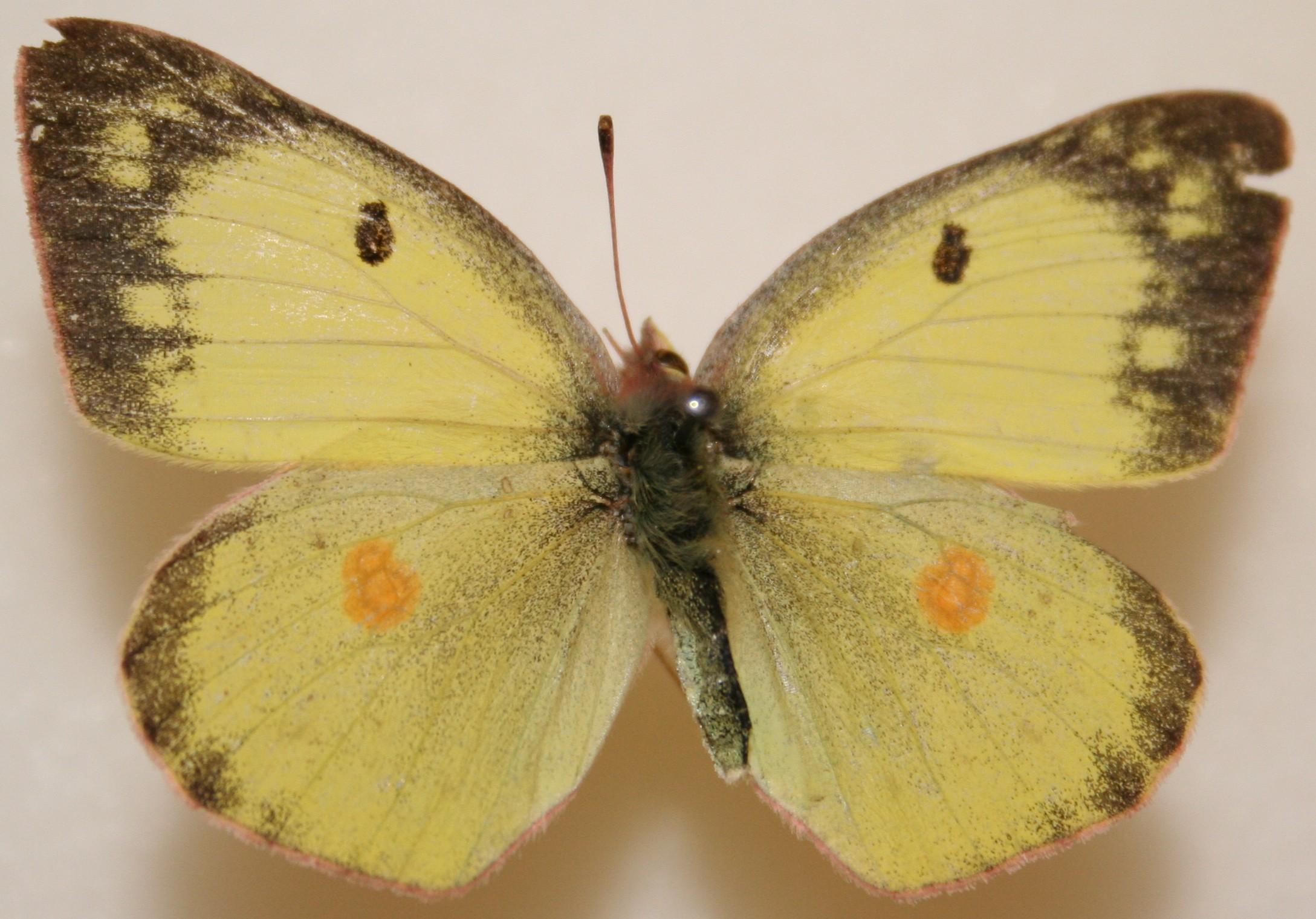
Colias philodice ♀
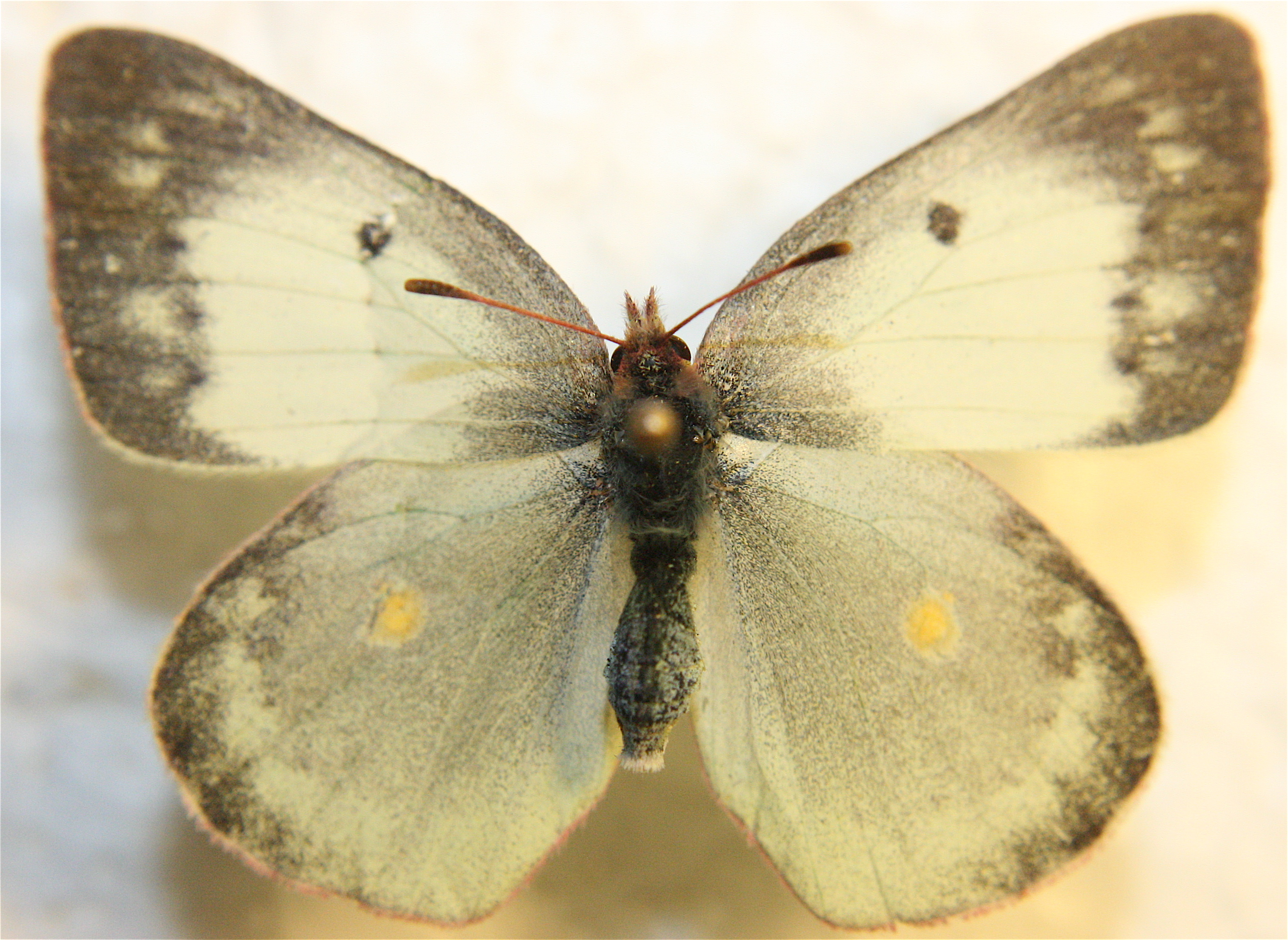
Colias philodice ♀ f.alba
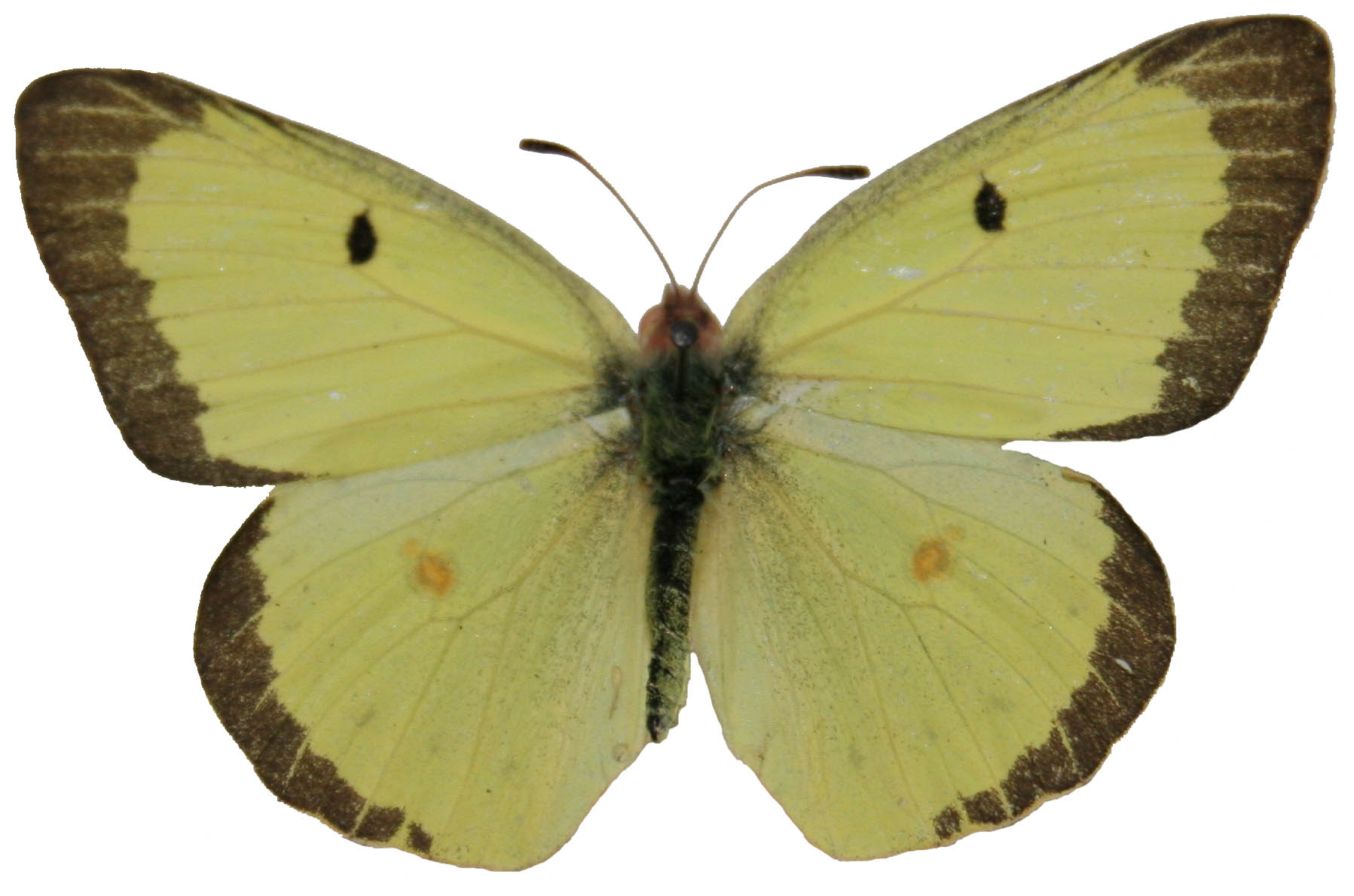
Colias philodice, ♂
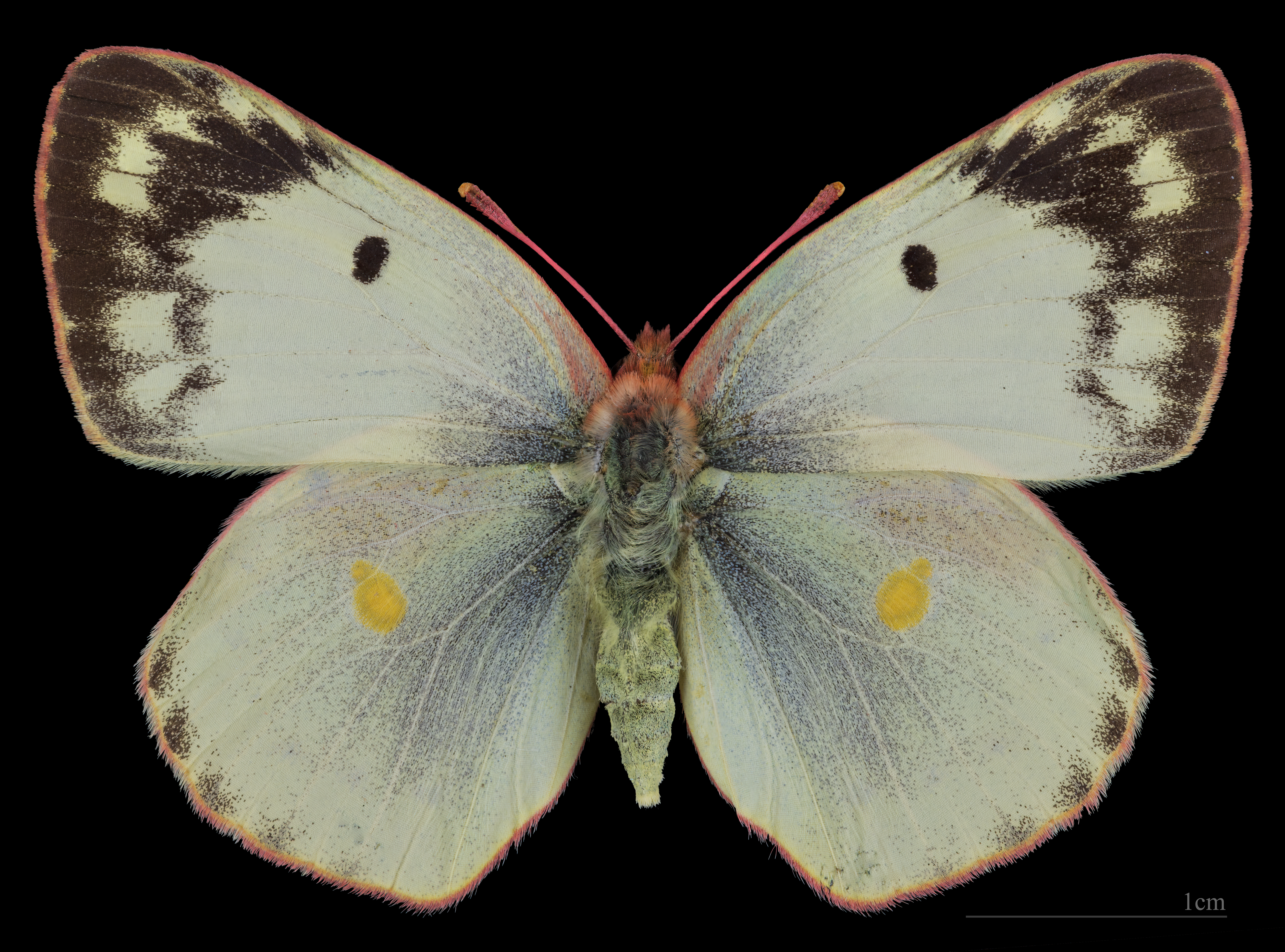
Colias alfacariensis, ♀
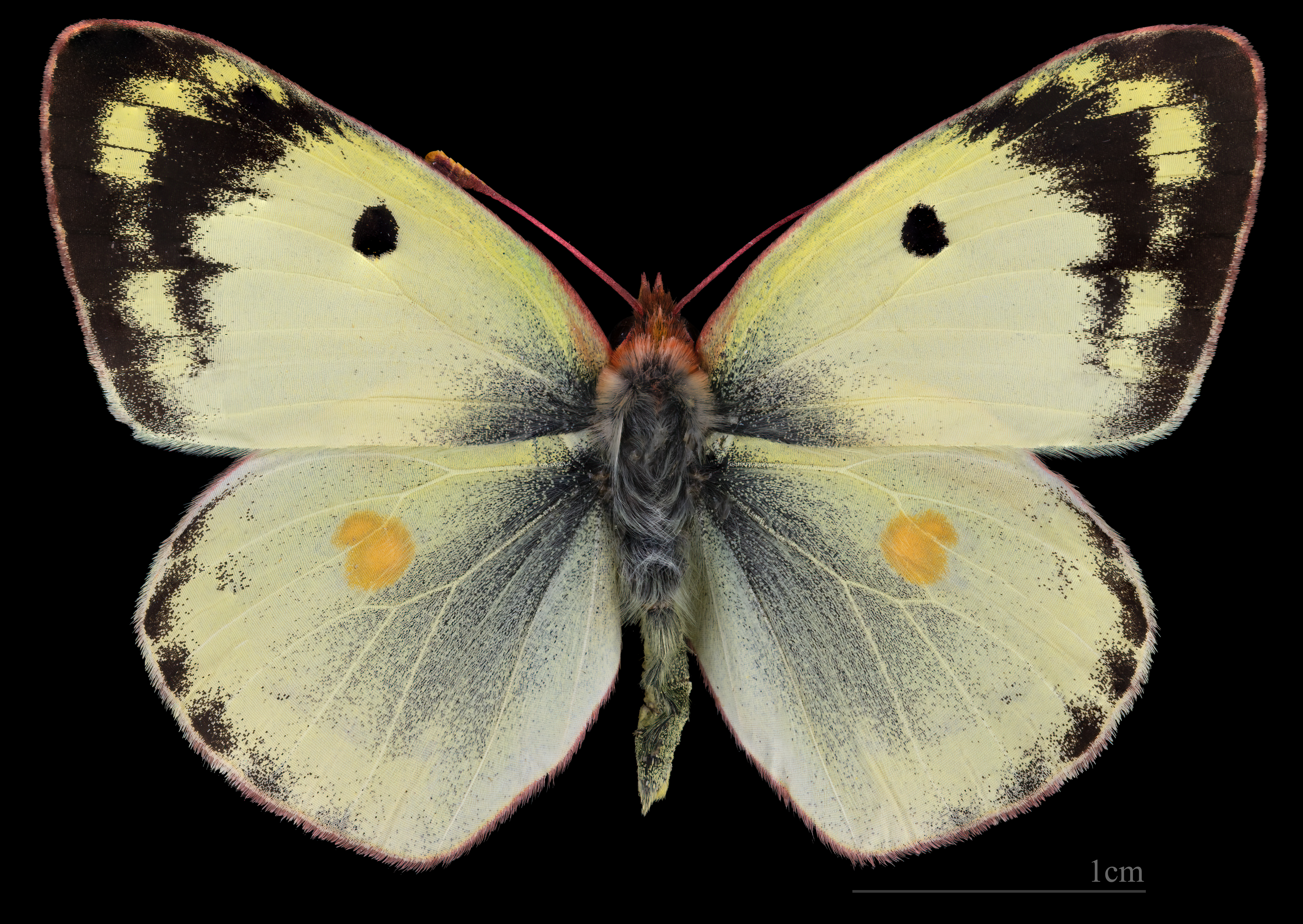
Colias hyale, ♂
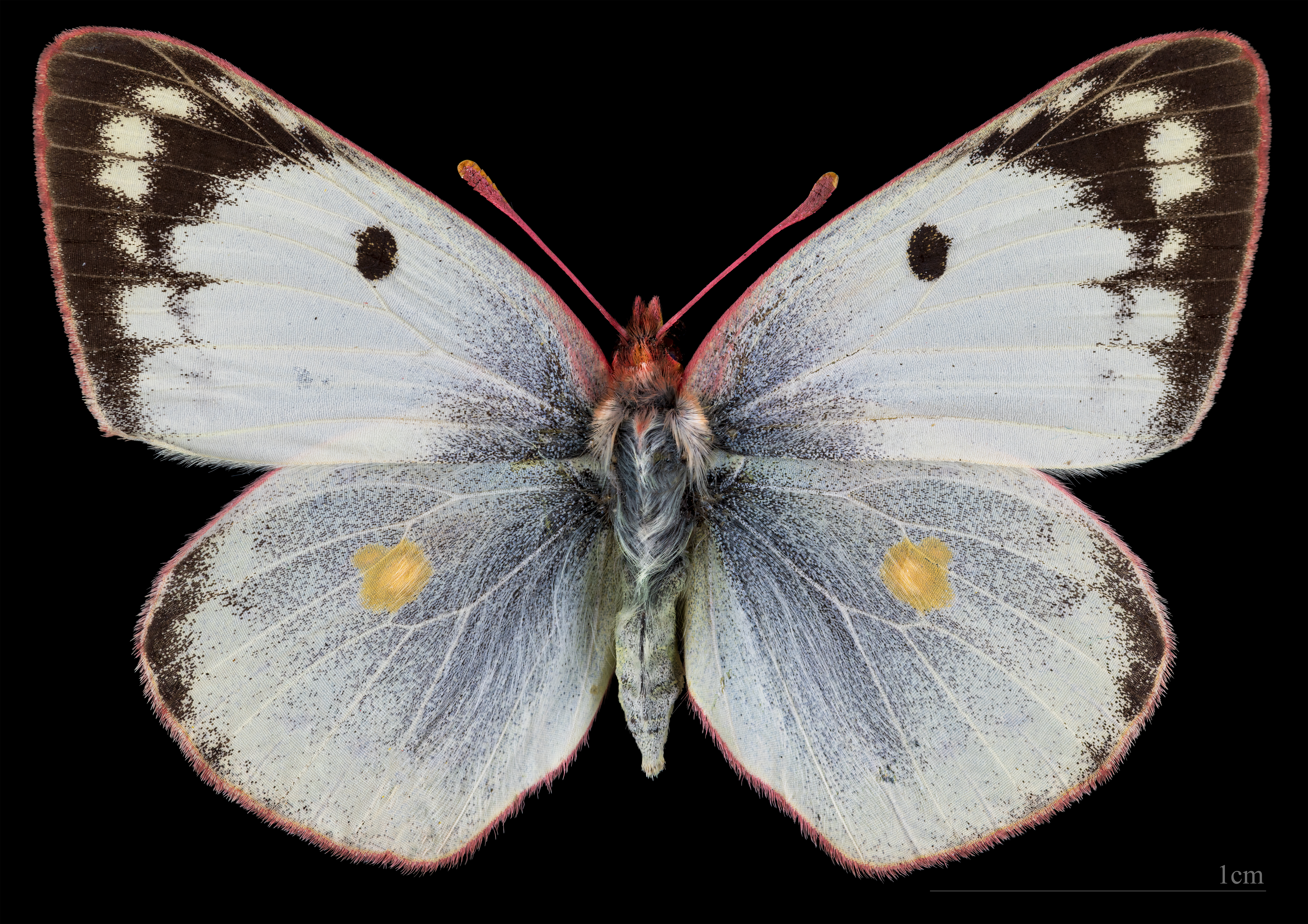
Colias hyale, ♀
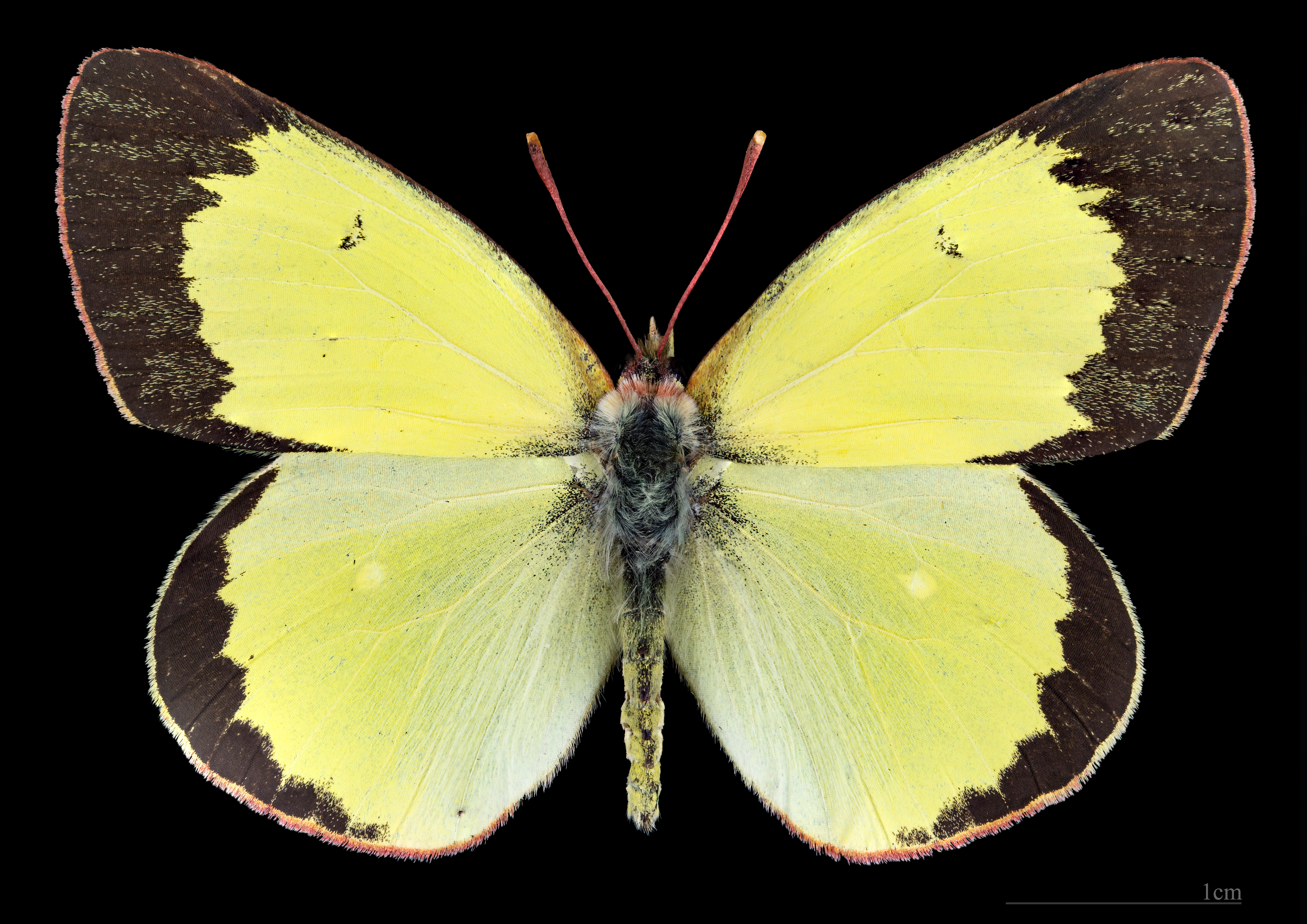
Colias palaeno, ♂
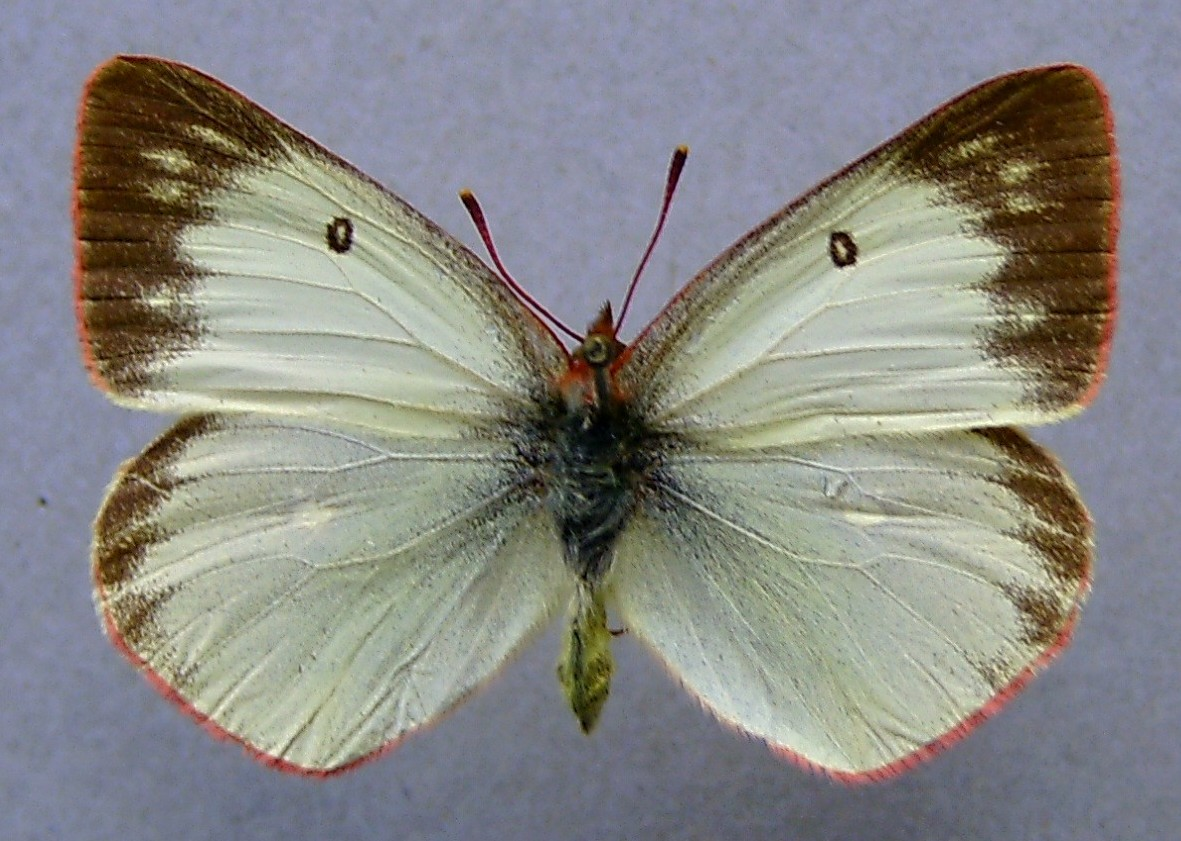
Colias palaeno, ♀
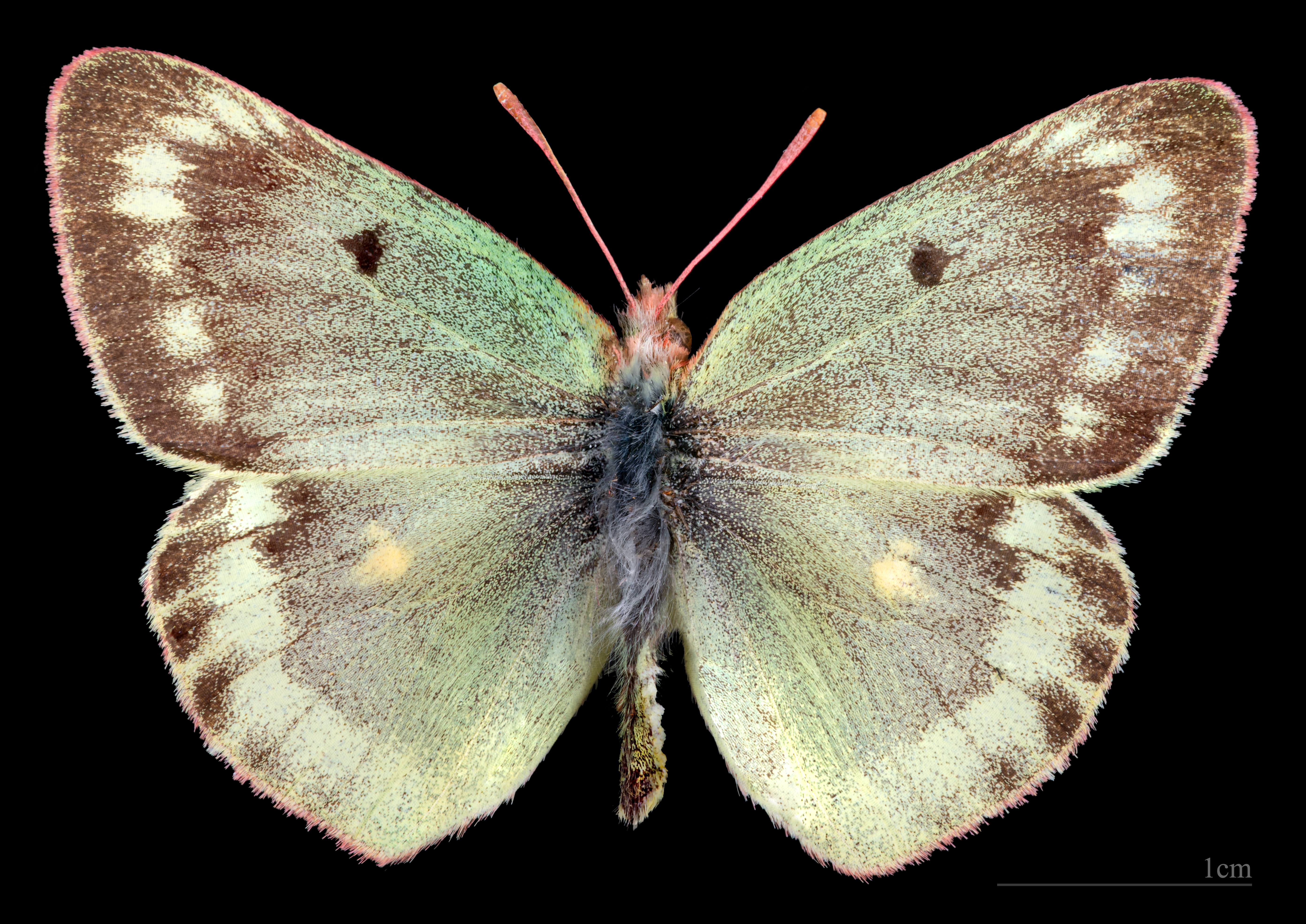
Colias phicomone, ♂
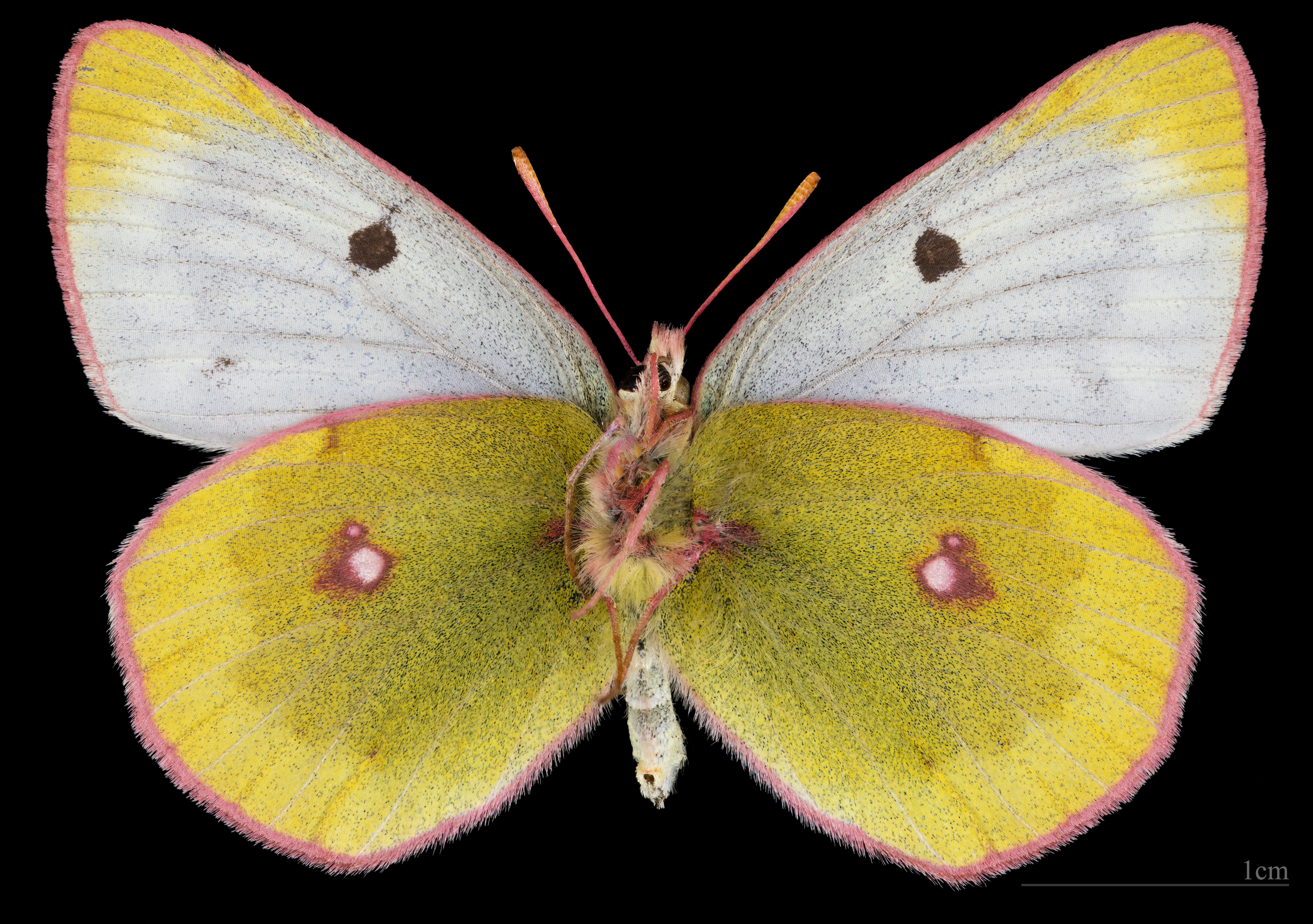
Colias phicomone, ♀

## Bildgalleri

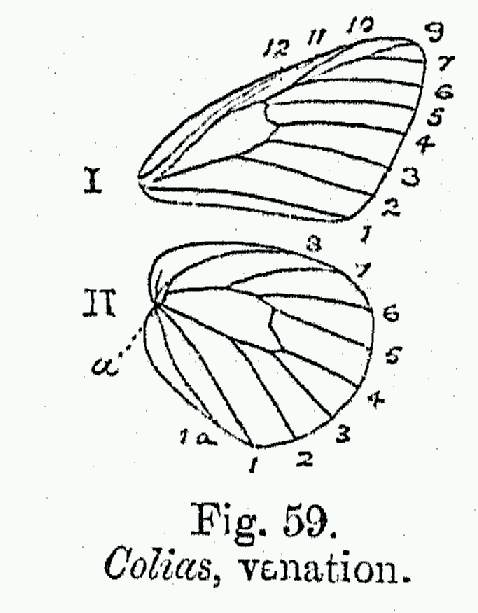
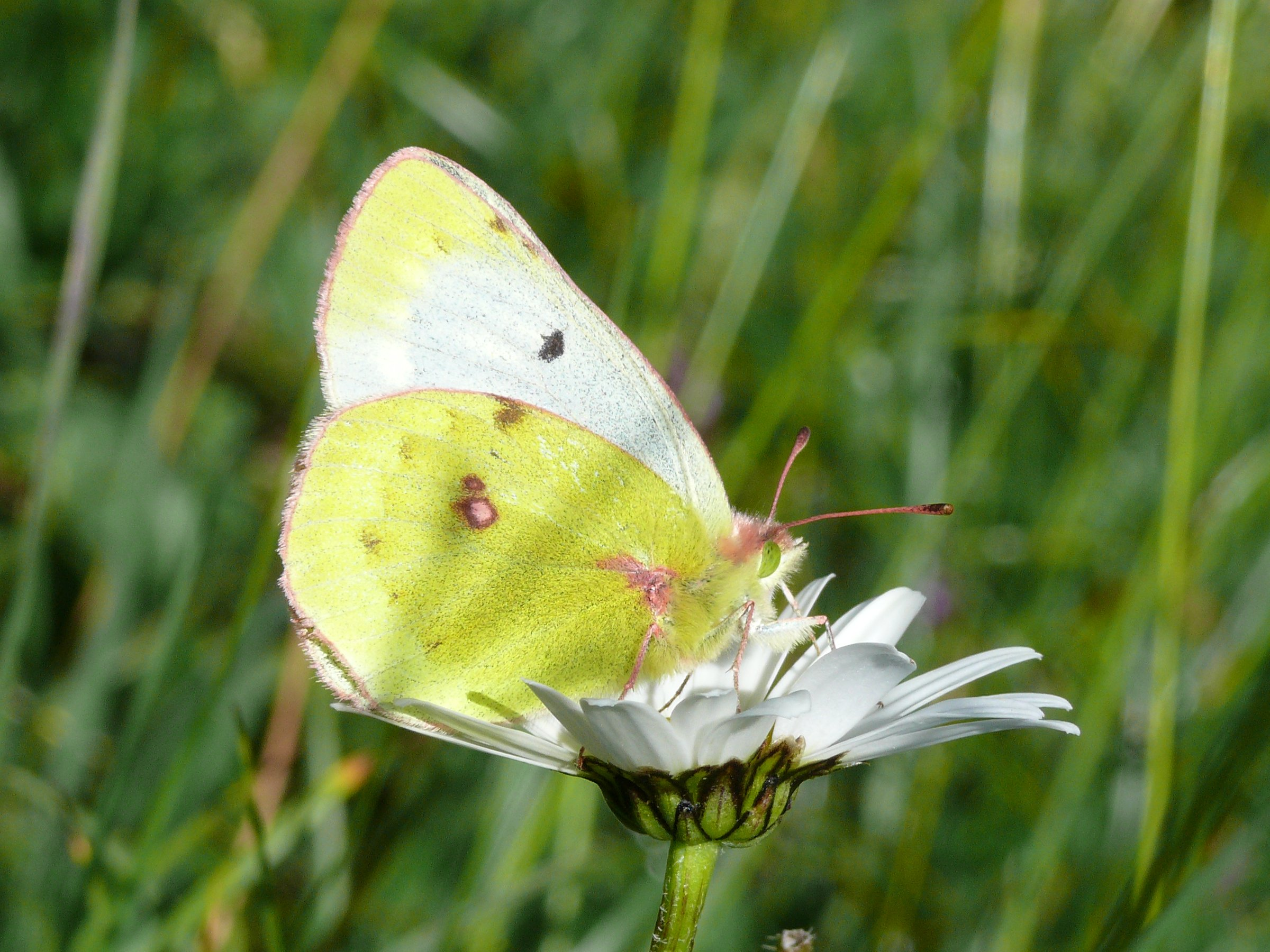